# 川場テレビ放送所
川場テレビ放送所（かわばテレビほうそうじょ）は、群馬県利根郡川場村の後山山頂に在るテレビジョン放送の中継局である。

## 概要
- 当放送所は、群馬県域局である群馬テレビの川場中継局と関東広域圏をエリアとする在京テレビ局の川場中継局からなり、川場村の広い範囲に電波を発射している。

## 所在地
- 群馬県利根郡川場村大字立岩447番地の後山山頂

## 送信施設概要

### デジタルテレビジョン放送
本欄におけるコールサイン表記は総務省が免許に「局名」として表記しているものである。デジタルTVにおける中継局の局名表記はアナログとは異なる（局名略称等＋中継局名＋DTV。NHKの場合はNHK＋中継局名＋総合はDG・教育はDE）。
| リモコンキーID | 放送局名          | コールサイン等 | 物理チャンネル | 空中線電力 | ERP   | 放送対象地域 | 放送区域内世帯数 | 開局日         |
| -------------- | ----------------- | -------------- | -------------- | ---------- | ----- | ------------ | ---------------- | -------------- |
| 1              | NHK前橋総合テレビ | NHK川場DG      | 49             | 100mW      | 350mW | 群馬県       | 706世帯          | 2008年12月1日  |
| 2              | NHK東京教育テレビ | NHK川場DE      | 26             | 100mW      | 390mW | 全国         | 706世帯          | 2008年12月1日  |
| 3              | GTV群馬テレビ     | GTV川場DTV     | 51             | 100mW      | 340mW | 群馬県       | 706世帯          | 2008年12月25日 |
| 4              | NTV日本テレビ     | NTV川場DTV     | 25             | 100mW      | 350mW | 関東広域圏   | 706世帯          | 2008年12月1日  |
| 5              | EXテレビ朝日      | EX川場DTV      | 24             | 100mW      | 350mW | 関東広域圏   | 706世帯          | 2008年12月1日  |
| 6              | TBSテレビ         | TBS川場DTV     | 22             | 100mW      | 350mW | 関東広域圏   | 706世帯          | 2008年12月1日  |
| 7              | TXテレビ東京      | TX川場DTV      | 23             | 100mW      | 350mW | 関東広域圏   | 706世帯          | 2008年12月1日  |
| 8              | CXフジテレビ      | CX川場DTV      | 21             | 100mW      | 350mW | 関東広域圏   | 706世帯          | 2008年12月1日  |

### アナログテレビジョン放送
| 放送局名          | コールサイン等 | 物理チャンネル | 空中線電力        | ERP                 | 放送対象地域 | 放送区域内世帯数 | 開局日         | 廃局日        |
| ----------------- | -------------- | -------------- | ----------------- | ------------------- | ------------ | ---------------- | -------------- | ------------- |
| NHK東京教育テレビ | 川場中継局     | 46             | 映像1W/ 音声250mW | 映像4.7W/ 音声1.15W | 全国         | 644世帯          | 1971年10月15日 | 2011年7月24日 |
| NHK東京総合テレビ | 川場中継局     | 44             | 映像1W/ 音声250mW | 映像4.7W/ 音声1.15W | 関東広域圏   | 644世帯          | 1971年10月15日 | 2011年7月24日 |
| NTV日本テレビ     | 川場中継局     | 53             | 映像1W/ 音声250mW | 映像4W/ 音声1W      | 関東広域圏   | 644世帯          | 1999年3月11日  | 2011年7月24日 |
| TBSテレビ         | 川場中継局     | 55             | 映像1W/ 音声250mW | 映像4W/ 音声1W      | 関東広域圏   | 644世帯          | 1999年3月11日  | 2011年7月24日 |
| CXフジテレビ      | 川場中継局     | 57             | 映像1W/ 音声250mW | 映像4W/ 音声1W      | 関東広域圏   | 644世帯          | 1999年3月11日  | 2011年7月24日 |
| EXテレビ朝日      | 川場中継局     | 59             | 映像1W/ 音声250mW | 映像4W/ 音声1W      | 関東広域圏   | 644世帯          | 1999年3月11日  | 2011年7月24日 |
| TXテレビ東京      | 川場中継局     | 61 28          | 映像1W/ 音声250mW | 映像4W/ 音声1W      | 関東広域圏   | 644世帯          | 1999年3月11日  | 2011年7月24日 |
| GTV群馬テレビ     | 川場中継局     | 31             | 映像1W/ 音声250mW | 映像4.1W/ 音声1W    | 群馬県       | 644世帯          | 1980年11月7日  | 2011年7月24日 |

- GTVの28chは、2003年9月1日から23日に実施されたアナアナ変換前のチャンネル。

### 備考
- 放送エリアは、下記外部リンクを参照。
  - なお、TBSは関東広域圏の全テレビ局のデータを配信しているが、利用できる番組表は上記表に掲げた群馬県の分のみである。
- デジタルテレビにおけるリモコンキーID「3」は、隣接する栃木県のとちぎテレビ、埼玉県のテレビ埼玉と同じである。